# Stagioni dei Denver Broncos
Questa è la lista delle stagioni sportive dei Denver Broncos nella National Football League che documenta i risultati stagione per stagione dal 1960 ad oggi, compresi i risultati nei play-off.

## Risultati stagione per stagione
| Cronistoria dei Denver Broncos | Cronistoria dei Denver Broncos | Cronistoria dei Denver Broncos | Cronistoria dei Denver Broncos | Cronistoria dei Denver Broncos | Cronistoria dei Denver Broncos | Cronistoria dei Denver Broncos | Cronistoria dei Denver Broncos | Cronistoria dei Denver Broncos | Cronistoria dei Denver Broncos | Cronistoria dei Denver Broncos                                                                                          |                              |
| Stagione di lega               | Stagione di squadra            | Lega                           | Conference                     | Division                       | Stagione regolare              | Stagione regolare              | Stagione regolare              | Stagione regolare              | Play-off | Premi individuali |                              |
| Stagione di lega               | Stagione di squadra            | Lega                           | Conference                     | Division                       | Pos.                           | V                              | S                              | P                              | Play-off | Premi individuali |                              |
| ------------------------------ | ------------------------------ | ------------------------------ | ------------------------------ | ------------------------------ | ------------------------------ | ------------------------------ | ------------------------------ | ------------------------------ | --- | --- | ---------------------------- |
| 1960                           | 1960                           | AFL                            |                                | Western                        | 4                              | 4                              | 9                              | 1                              | non disputati | Inseriti nella AFL Western.                                                                                             |                              |
| 1961                           | 1961                           | AFL                            |                                | Western                        | 3                              | 3                              | 11                             | 0                              | non disputati | |                              |
| 1962                           | 1962                           | AFL                            |                                | Western                        | 2                              | 7                              | 7                              | 0                              | non disputati | |                              |
| 1963                           | 1963                           | AFL                            |                                | Western                        | 4                              | 2                              | 11                             | 1                              | non disputati | |                              |
| 1964                           | 1964                           | AFL                            |                                | Western                        | 4                              | 2                              | 11                             | 1                              | non disputati | |                              |
| 1965                           | 1965                           | AFL                            |                                | Western                        | 4                              | 4                              | 10                             | 0                              | non disputati | |                              |
| 1966                           | 1966                           | AFL                            |                                | Western                        | 4                              | 4                              | 10                             | 0                              | non disputati | Viene giocato il 1º Super Bowl.                                                                                         |                              |
| 1967                           | 1967                           | AFL                            |                                | Western                        | 4                              | 3                              | 11                             | 0                              | non disputati | |                              |
| 1968                           | 1968                           | AFL                            |                                | Western                        | 4                              | 5                              | 9                              | 0                              | non disputati | |                              |
| 1969                           | 1969                           | AFL                            |                                | Western                        | 4                              | 5                              | 8                              | 1                              | non disputati | |                              |
| 1970                           | 1970                           | NFL                            | AFC                            | West                           | 4                              | 5                              | 8                              | 1                              | non disputati | Inseriti nella AFC West a seguito della fusione AFL-NFLfusione tra AFL e NFL                                            |                              |
| 1971                           | 1971                           | NFL                            | AFC                            | West                           | 4                              | 4                              | 9                              | 1                              | non disputati | |                              |
| 1972                           | 1972                           | NFL                            | AFC                            | West                           | 3                              | 5                              | 9                              | 0                              | non disputati | |                              |
| 1973                           | 1973                           | NFL                            | AFC                            | West                           | 3                              | 7                              | 5                              | 2                              | non disputati | |                              |
| 1974                           | 1974                           | NFL                            | AFC                            | West                           | 2                              | 7                              | 6                              | 1                              | non disputati | |                              |
| 1975                           | 1975                           | NFL                            | AFC                            | West                           | 2                              | 6                              | 8                              | 0                              | non disputati | |                              |
| 1976                           | 1976                           | NFL                            | AFC                            | West                           | 2                              | 9                              | 5                              | 0                              | non disputati | |                              |
| 1977                           | 1977                           | NFL                            | AFC                            | West                           | 1                              | 12                             | 2                              | 0                              | V Divisional play-off contro i Pittsburgh Steelers (34-21) V AFC Championship contro gli Oakland Raiders (20-17) S Super Bowl XII contro i Dallas Cowboys (10-27)                                                              | |                              |
| 1978                           | 1978                           | NFL                            | AFC                            | West                           | 1                              | 10                             | 6                              | 0                              | S Divisional play-off contro i Pittsburgh Steelers (10-33) | Da questa stagione le partite della stagione regolare diventano 16.                                                     |                              |
| 1979                           | 1979                           | NFL                            | AFC                            | West                           | 2                              | 10                             | 6                              | 0                              | S Wild Card Game contro gli Houston Oilers (7-13) | |                              |
| 1980                           | 1980                           | NFL                            | AFC                            | West                           | 4                              | 8                              | 8                              | 0                              | non disputati | |                              |
| 1981                           | 1981                           | NFL                            | AFC                            | West                           | 2                              | 10                             | 6                              | 0                              | non disputati | |                              |
| 1982                           | 1982                           | NFL                            | AFC                            | --                             | 12                             | 2                              | 7                              | 0                              | non disputati | In questa stagione a causa di uno sciopero vennero giocate solamente 9 partite e non vi furono classifiche di Division. |                              |
| 1983                           | 1983                           | NFL                            | AFC                            | West                           | 3                              | 9                              | 7                              | 0                              | S Wild Card Game contro i Seattle Seahawks (7-31) | |                              |
| 1984                           | 1984                           | NFL                            | AFC                            | West                           | 1                              | 13                             | 3                              | 0                              | S Divisional play-off contro i Pittsburgh Steelers (17-24) | |                              |
| 1985                           | 1985                           | NFL                            | AFC                            | West                           | 2                              | 11                             | 5                              | 0                              | non disputati | |                              |
| 1986                           | 1986                           | NFL                            | AFC                            | West                           | 1                              | 11                             | 5                              | 0                              | V Divisional play-off contro i New England Patriots (22-17) V AFC Championship contro i Cleveland Browns (23-20 all'overtime) S Super Bowl XXI contro i New York Giants (20-39)                                                | |                              |
| 1987                           | 1987                           | NFL                            | AFC                            | West                           | 1                              | 10                             | 4                              | 1                              | V Divisional play-off contro gli Houston Oilers (34-10) V AFC Championship contro i Cleveland Browns (38-33) S Super Bowl XXII contro i Washington Redskins (10-42)                                                            | In questa stagione a causa di uno sciopero hanno giocato una partita in meno.                                           |                              |
| 1988                           | 1988                           | NFL                            | AFC                            | West                           | 2                              | 8                              | 8                              | 0                              | non disputati | |                              |
| 1989                           | 1989                           | NFL                            | AFC                            | West                           | 1                              | 11                             | 5                              | 0                              | V Divisional play-off contro i Pittsburgh Steelers (24-23) V AFC Championship contro i Cleveland Browns (37-21) S Super Bowl XXIV contro i San Francisco 49ers (10-55)                                                         | |                              |
| 1990                           | 1990                           | NFL                            | AFC                            | West                           | 4                              | 5                              | 11                             | 0                              | non disputati | |                              |
| 1991                           | 1991                           | NFL                            | AFC                            | West                           | 1                              | 12                             | 4                              | 0                              | V Divisional play-off contro gli Houston Oilers (26-24) S AFC Championship contro i Buffalo Bills (7-10) | |                              |
| 1992                           | 1992                           | NFL                            | AFC                            | West                           | 3                              | 8                              | 8                              | 0                              | non disputati | |                              |
| 1993                           | 1993                           | NFL                            | AFC                            | West                           | 3                              | 9                              | 7                              | 0                              | S Wild Card Game contro gli Oakland Raiders (24-42) | |                              |
| 1994                           | 1994                           | NFL                            | AFC                            | West                           | 4                              | 7                              | 9                              | 0                              | non disputati | |                              |
| 1995                           | 1995                           | NFL                            | AFC                            | West                           | 4                              | 8                              | 8                              | 0                              | non disputati | |                              |
| 1996                           | 1996                           | NFL                            | AFC                            | West                           | 1                              | 13                             | 3                              | 0                              | S Divisional play-off contra i Jacksonville Jaguars (27-30) | |                              |
| 1997                           | 1997                           | NFL                            | AFC                            | West                           | 2                              | 12                             | 4                              | 0                              | V Wild Card Game contro i Jacksonville Jaguars (42-17) V Divisional play-off contro i Kansas City Chiefs (14-10) V AFC Championship contro i Pittsburgh Steelers (24-21) V Super Bowl XXXII contro i Green Bay Packers (31-24) | |                              |
| 1998                           | 1998                           | NFL                            | AFC                            | West                           | 1                              | 14                             | 2                              | 0                              | V Divisional play-off contro i Miami Dolphins (38-3) V AFC Championship contro i New York Jets (23-10) V Super Bowl XXXIII contro gli Atlanta Falcons (34-19)                                                                  | |                              |
| 1999                           | 1999                           | NFL                            | AFC                            | West                           | 4                              | 6                              | 10                             | 0                              | non disputati | |                              |
| 2000                           | 2000                           | NFL                            | AFC                            | West                           | 2                              | 11                             | 5                              | 0                              | S Wild Card Game contro i Baltimore Ravens (3-21) | |                              |
| 2001                           | 2001                           | NFL                            | AFC                            | West                           | 2                              | 8                              | 8                              | 0                              | non disputati | |                              |
| 2002                           | 2002                           | NFL                            | AFC                            | West                           | 2                              | 9                              | 7                              | 0                              | non disputati | |                              |
| 2003                           | 2003                           | NFL                            | AFC                            | West                           | 2                              | 10                             | 6                              | 0                              | S Wild Card Game contro gli Indianapolis Colts (10-41) | |                              |
| 2004                           | 2004                           | NFL                            | AFC                            | West                           | 2                              | 10                             | 6                              | 0                              | S Wild Card Game contro gli Indianapolis Colts (24-49) | |                              |
| 2005                           | 2005                           | NFL                            | AFC                            | West                           | 1                              | 13                             | 3                              | 0                              | V Divisional play-off contro i New England Patriots (27-13) S AFC Championship contro i Pittsburgh Steelers (17-34) | |                              |
| 2006                           | 2006                           | NFL                            | AFC                            | West                           | 2                              | 9                              | 7                              | 0                              | non disputati | |                              |
| 2007                           | 2007                           | NFL                            | AFC                            | West                           | 2                              | 7                              | 9                              | 0                              | non disputati | |                              |
| 2008                           | 2008                           | NFL                            | AFC                            | West                           | 3                              | 8                              | 8                              | 0                              | non disputati | |                              |
| 2009                           | 2009                           | NFL                            | AFC                            | West                           | 2                              | 8                              | 8                              | 0                              | non disputati | |                              |
| 2010                           | 2010                           | NFL                            | AFC                            | West                           | 4                              | 4                              | 12                             | 0                              | non disputati | |                              |
| 2011                           | 2011                           | NFL                            | AFC                            | West                           | 1                              | 8                              | 8                              | 0                              | V Wild Card Game contro i Pittsburgh Steelers (29-23 all'overtime) S Divisional play-off contro i New England Patriots (10-45)                                                                                                 | |                              |
| 2012                           | 2012                           | NFL                            | AFC                            | West                           | 1                              | 13                             | 3                              | 0                              | S Divisional play-off contro i Baltimore Ravens (38-35 al 2º overtime) | |                              |
| 2013                           | 2013                           | NFL                            | AFC                            | West                           | 1                              | 13                             | 3                              | 0                              | V Divisional play-off contro i San Diego Chargers (17-24) V AFC Championship contro i New England Patriots (16-26) S Super Bowl XLVIII contro i Seattle Seahawks (8-43)                                                        | |                              |
| 2014                           | 2014                           | NFL                            | AFC                            | West                           | 1                              | 12                             | 4                              | 0                              | S Divisional play-off contro gli Indianapolis Colts (13-24) | |                              |
| 2015                           | 2015                           | NFL                            | AFC                            | West                           | 1                              | 12                             | 4                              | 0                              | V Divisional play-off contro i Pittsburgh Steelers (23-16) V AFC Championship contro i New England Patriots (20-18) V Super Bowl 50 contro i Carolina Panthers (24-10)                                                         | |                              |
| 2016                           | 2016                           | NFL                            | AFC                            | West                           | 3                              | 9                              | 7                              | 0                              | non disputati | |                              |
| 2017                           | 2017                           | NFL                            | AFC                            | West                           | 4                              | 5                              | 11                             | 0                              | non disputati | |                              |
| Totale                         | Totale                         | Totale                         | Totale                         | Totale                         | Totale                         | 470                            | 404                            | 10                             | Record di stagione regolare | Record di stagione regolare                                                                                             | Record di stagione regolare  |
| Totale                         | Totale                         | Totale                         | Totale                         | Totale                         | Totale                         | 23                             | 19                             |                                | Record dei play-off | Record dei play-off | Record dei play-off          |
| Totale                         | Totale                         | Totale                         | Totale                         | Totale                         | Totale                         | 493                            | 423                            | 10                             | Stagione regolare e play-off | Stagione regolare e play-off                                                                                            | Stagione regolare e play-off |

Legenda
- Vittoria nel Super Bowl (dal 1966)
- Vittoria nella lega (1920-1969)
- Vittoria nella Conference

- Vittoria nella Division
- Qualificazione al Wild Card Game (dal 1978)
- V = Vittorie

- S = Sconfitte
- P = Pareggi
- T = Posizione a pari merito